# Un dragon en forme de nuage
Pour plus de détails, voir Fiche technique et Distribution.
Un dragon en forme de nuage (Il materiale emotivo) est une comédie romantique franco-italienne réalisée par Sergio Castellitto et sortie en 2021.

## Synopsis
Libraire sur une petite place de Montmartre, Vincenzo se préoccupe plus de sa fille handicapée que de sa boutique de livres. En effet, en fauteuil roulant depuis un accident de piscine à la suite duquel elle a décidé de ne plus dire un mot, son adolescente Albertine s'est enfermée dans un mutisme profond et, dès lors, avec l'aide d'un médecin et d'une infirmière, son père tente de lui redonner le goût de la vie en lui lisant des romans. Un jour, l'existence routinière de Vincenzo est bouleversée par l'irruption d'une actrice de théâtre exubérante, Yolande, dans son magasin et, l'air de rien, Vincenzo tombe rapidement amoureux de cette femme dont la vitalité le fascine.

## Fiche technique
Sauf indication contraire, les informations mentionnées dans cette section peuvent être confirmées par la base de données cinématographiques IMDb,  présente dans la section « Liens externes ».
- Titre original italien : Il materiale emotivo[1],[2]
- Titre français : Un dragon en forme de nuage[3]
- Réalisation : Sergio Castellitto
- Scénario : Ettore Scola, Furio Scarpelli, Silvia Scola, Margaret Mazzantini, Sergio Castellitto
- Photographie : Italo Petriccione (it)
- Montage : Chiara Vullo
- Musique : Arturo Annecchino
- Production : Marco Poccioni, Marco Valsania[1]
- Société de production : Rodeo Drive, Rai Cinema, Mon Voisin Productions, Tikkun Productions[1]
- Pays de production :  Italie -  France[1]
- Langue originale : italien
- Format : Couleur - 2,35:1
- Durée : 89 minutes
- Genre : Comédie[2], Drame romantique[4]
- Dates de sortie :
  - Allemagne : 5 mars 2021 (Berlinale 2021)
  - Italie : 7 octobre 2021
  - France : 23 novembre 2021 (VOD)

## Distribution
- Sergio Castellitto : Vincenzo
- Bérénice Bejo : Yolande
- Matilda De Angelis : Albertine
- Nassim Lyes : Alain
- Clementino : Clemente
- Sandra Milo : Madame Milo
- Alex Lutz : Gérard